# Dax (rapper)
Dax, pseudonimo di Daniel Nwosu Jr. (St. John's, 22 marzo 1994), è un rapper canadese di origine nigeriana.

## Biografia
Nato a St. John's, Terranova e Labrador, da genitori nigeriani, Daniel Nwosu Jr. si dedica alla pallacanestro e al suo mestiere di bidello prima di sviluppare una passione per l'hip hop, scrivendo testi sul suo telefono.

## Carriera
Spinto dall'approvazione di un compagno di squadra, inizia a pubblicare musica sotto lo pseudonimo di Dax nel 2016. Si fa notare pubblicando su SoundCloud il mixtape 2Pac Reincarnation Volume 2: As Told By Dax e l'EP It's Different Now, che gli permettono di organizzare un tour di 25 date nelle principali città nordamericane. Il suo successo si espande con il brano Dear God del 2019, incluso nel secondo EP I'll Say It for You.
Il 15 ottobre 2021 pubblica il suo primo album in studio, dal titolo Pain Paints Paintings, contenente collaborazioni con Nasty C, Tom MacDonald, Snow Tha Product, Lecrae, Yelawolf e Clever. Nel marzo 2022 pubblica il singolo Dear Alcohol, avente come tema l'alcolismo, che raggiunge il nono posto nella Bubbling Under Hot 100 e il 28º nella Hot Country Songs. Il brano viene inserito nella tracklist dell'EP What Is Life?, uscito nel 2023.
Il 6 dicembre 2024 è la volta del secondo album ufficiale, From a Man's Perspective, che spazia tra hip hop, country e rock, e contiene il singolo To Be a Man in collaborazione con Darius Rucker.

## Discografia

### Album in studio
- 2021 – Pain Paints Paintings
- 2024 – From a Man's Perspective

### Mixtape
- 2018 – 2Pac Reincarnation Volume 2: As Told By Dax

### EP
- 2018 – It's Different Now
- 2020 – I'll Say It for You
- 2023 – What Is Life?